# Karpokrates
Karpokrates var en gnostiker från Alexandria, verksam omkring 135 e. Kr.
Han företrädde tillsammans med sonen, Epifanes, berömd redan vid sin död 17 år gammal, bland annat en teoretisk moralisk indifferentism, som gav dem och deras anhängare ett, vad Karpokrates och sonen angår troligen oberättigat rykte för sedeslöshet.
En av de få kvinnliga kristna ledarna i Rom, Marcellina, lärdes upp av Karpokrates.